# Straat Hudson
Straat Hudson (Engels: Hudson Strait, Frans: Détroit d'Hudson) is een zeestraat die het Foxebekken (via de Foxe Channel) en de Hudsonbaai in het westen verbindt met de Labradorzee in het oosten. De straat wordt in het noorden begrensd door het Baffineiland en in het zuiden door het schiereiland Ungava, Quebec, en Labrador. De oostelijke ingang van de straat ligt tussen Cape Chidley en Resolution Island.
De straat is vernoemd naar de Britse ontdekkingsreiziger Henry Hudson die de zeestraat ontdekte toen hij op zoek was naar een noordwestelijke doorvaart naar China.
In het westelijke deel van de zeestraat liggen enkele grote eilanden, waaronder Nottinghameiland, Salisbury-eiland en Mill Island.
Door de zeestraat stroomt de Hudsonbaaistroom richting het oosten, maar er kan ook een kleinere stroming in westelijke richting zijn.
De zeestraat ligt in de mariene ecoregio Hudson Complex.